# Lijst van burgemeesters van Zesgehuchten
Dit is een lijst van burgemeesters van de voormalige Nederlandse gemeente Zesgehuchten in de provincie Noord-Brabant.
| Ambtsperiode | Naam burgemeester            | Leven     | Partij of stroming              | Bijzonderheden                                       |
| ------------ | ---------------------------- | --------- | ------------------------------- | ---------------------------------------------------- |
| 1811 - 1820  | Marten van der Sanden        |           |                                 |                                                      |
| 1820 - 1834  | Pieter Bolsius               | 1765-1835 |                                 | In dezelfde periode tevens burgemeester van Geldrop. |
| 1834 - 1854  | Francis Knaapen              | 1785-1861 |                                 | In dezelfde periode tevens burgemeester van Geldrop. |
| 1855 - 1868  | Johannes Baptista van Gennip |           |                                 |                                                      |
| 1868 - 1874  | Adrianus Andreas Deelen      | 1827-1889 |                                 | Van 1855 tot 1889 tevens burgemeester van Heeze.     |
| 1874 - 1905  | Johannes Smulders            | 1828-1905 |                                 |                                                      |
| 1905 - 1921  | Albertus Nicolaas Fleskens   | 1874-1965 | Roomsch-Katholieke Staatspartij | Van 1908 tot 1938 tevens burgemeester van Geldrop.   |